# 三政の紊乱

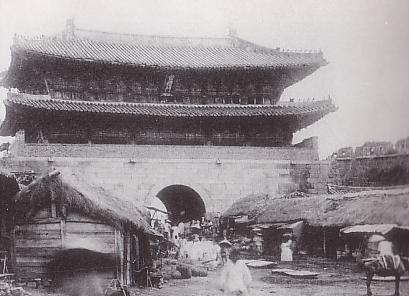
1890年代の荒廃した南大門を中心とするソウルの目抜き通り

三政の紊乱（さんせいのびんらん）は、李氏朝鮮時代に国家財政の3大要素である田政、軍政、還政（政府保有米穀の貸与制度）が紊乱したことを言う。

## 田政の紊乱
田政の紊乱は、文禄・慶長の役の惨禍でもっとひどくなった。戦乱で多くの土地が荒廃したところに、宮房田や屯田など免税地と、両班や土豪が操作した隠結（台帳に載らない土地）の増加は、国庫収入を激減させ、結果的に無力な農民の負担だけを過重にさせた。農民は土地1結（결）に田税4斗を出し、それに加え三手米2斗2升、大同米12斗、結作2斗を出さなければならず、その上さらに様々な名目の付加税と手数料を納めなければならなかった。それだけではなく、官吏たちは荒廃して使う事ができない土地にも税金を賦課し、はなはだしくは白紙徴税だと言って空地に税金を賦課する事もあった。

### 都結
都結（도결）は、李氏朝鮮後期になって、地方の胥吏が公金や軍布を私的に使用して、これを弥縫するために結税を定額以上にやたらに徴収したり、定められた金額より多く徴収したことを言う。

### 白紙徴税
白地徴税（백지징세）は、李氏朝鮮中期以後、官吏の農民搾取現象がもたらした違法徴税の一種である。実際には全然土地がないのに仮田籍（偽帳簿）を作って徴税したり、税を賦課することができない荒廃した陳田に対して課税する場合をさす。

## 軍政の紊乱
軍政は、壮丁が直接兵役を支払う代わりに軍布を出したことを言う。英祖がこれを半減して壮丁1名に布1疋と定め、魚塩税、船舶税、隠結の結銭などで不足額を補充する事にする均役法を施行した。しかし、もともと両班、衙前、官奴は、兵役が免除された上に、政治綱紀が紊乱すると一部農民も勢力家に付いて軍役を忌避した。反面、無力な農民を対象に黄口簽丁、白骨徴布などの挟雑が盛んで、前よりもっとひどい苦痛を受けた。

### 黄口簽丁
黄口簽丁（황구첨정）は、李氏朝鮮後期の軍政の弊端の一つである。哲宗代になって、三政の紊乱が極度に達すると、社会経済は深刻な危機を迎えるようになった。このような状況の中で、農民は田地に対する過多な税金賦課だけでも耐え難いのに、軍布の負担まで背負わなければならなかったので、彼らは流亡または逃亡して自救策を捜すようになった。一方、税布の徴収に対する責任を負った地方官は責任を果たすために手段や方法を選ばなかった。彼らは不足額を補充するために乳児に対してまで税布徴収の対象者にした。これを黄口簽丁と言い、このように進行した軍政の裏面には極度の腐敗相が隠れていた。

### 白骨徴布
白骨徴布（백골징포）は、李氏朝鮮後期に受取体制の紊乱が苛烈になると惹起された軍政上の弊端である。哲宗代になって、国家の財政的基盤だった三政が、政治綱紀の紊乱と互いに因と果になって極度に紊乱し、農民たちは二重三重の過重な負担に苦しむようになった。そして農民たちは流亡民または逃亡民に変わったし、一地方の軍籍は虚簿と違うことがなく、官庁の戸籍記録上、丁男の数は実際よりずっと多くなった。戸口の増加と丁男数の確保で国家財政を担当しなければならなかった地方の守令は、責任を回避するために手段方法を選ばなかった。その方法の一つで、死亡者に対してまで税布徴収をする悪辣な手法を使った。これを白骨徴布と言う。

### 族徴
族徴（족징）は、李氏朝鮮後期の軍政の弊端の一つである。三政の紊乱によって戸籍が事実上の虚簿と同じになり、課税対象の出入が自由だったが、地方守令たちはこのような土地台帳と戸籍によって、課税の強制徴収にあらゆる手段を使った。また国法で士族、吏胥、公奴は軍役を免れたから、農民の負担はもっと大きくなり、これを免れるために権勢家は官衙に請託する者が多くなった。税の不足を補充するために、逃亡者、死亡者、行方不明者の滞納分を親族に強制徴収したりした。これを族徴と言う。このため農村はさらに荒廃した。

### 隣徴
隣徴（인징）は李氏朝鮮後期に軍布を徴収する時の不正な手段の一つである。軍布負担者が官吏と結託して免除を受けると、結局その負担は弱い農民に転嫁された。このような負担を担った農民は、二重の桎梏の中で結局土地や住居を捨てて逃げるようになった。このような逃亡者と死亡者及び流亡者の滞納分を隣人に代納させて、地方の守令や役人たちは、彼らの義務を逃れ、また収奪する手段にした。これを隣徴と言う。

## 還政の紊乱
李氏朝鮮では当初より内需司に高利貸しの長利所が置かれて宮殿用の米穀を年50%の利子(長利は年五割の利子のこと)での貸付を行っており、成宗の治世中に長利所を560ヶ所から235ヶ所に縮小した。
一方で、常平庁(常平倉が昇格、改名したもの)において貧民の救済が目的で貧しい農民に政府の米穀を貸してやり、秋収期に利息を付けて回収する還穀も行われたが、利率が長利所同様の高利貸しに変わるなど、常平庁の腐敗による弊端が三政の中で最もひどかった。

### 反作
反作（번작）は、李氏朝鮮後期の還穀出納関係に対する虚偽報告書である。還穀は元来貧民救済を目的に実施された貸与穀制度だったが、哲宗の時、税政が極度に紊乱するようになり、還穀は高利貸の性格を帯びるようになった。冬季回収期と春の頒配期に、各地方の守令は吏胥らと結託して、貸与穀を回収または頒配したように虚偽文書を作成し、その糧穀に対して米1石ごとに銅銭1両ずつを徴収して着服したのである。

### 長利
還穀は初めは困窮した農民を救済しようと施行された無利息制度だったが、その後、常平倉で担当しながら、元穀に耗穀という利子を付けるようになった。還穀を返す時に付ける耗穀は、初めは春から秋までの6か月の間に2割（20%、年利40%）であり、李氏朝鮮後期には6か月に1割（年利20%）だった。このような耗穀は元穀の消耗分を勘案して策定され、今日に比べ多少高利だったが苛酷な程度ではなかった。しかし官吏が腐敗すると、貧しい農民は春窮期に還穀を得にくくなったし、それにより還穀の利子が高くなっていった。結局、春に借りて秋に返すが、借りた穀物の半分以上を利子で払うようになった。このように6か月の利率が5割（50%）を越す時に長利（장리）と呼び、主に米が対象だったから長利米という言葉も使われた。

### 虚留
虚留（허류）は、李氏朝鮮末の還穀の弊端の中一つである。前任の官吏や地方の衙前が結託して、倉庫にある糧穀を横領、着服し、帳簿上では実際にあるように偽りを記載して後任官吏に引き継ぐことを言う。国法では、このような場合、厳格に処罰されるように規定されているが、虚偽文書の作成者と引受者が互いに共謀して隠蔽し、還穀の弊端は国家財政の窮乏化を加速化させた。

## 影響
地方官たちは私利私欲に目がくらみ、衙前たちの不正腐敗を阻む道理がなかった。また俸給を受けることができなかった衙前たちは、彼らなりに農民たちを搾取して、さらに公金や官穀を横領するなど、組織の体を成していなかった。中央では、暗行御史を随時に送って、地方官たちの不正行為を調査、報告するようにしたが、痼疾化された悪習を除去することはできなかった。暗行御史は実質的に失敗した。そして三政の紊乱は、哲宗代に全国各地で起きた民乱（李氏朝鮮後期の農民反乱）の直接的な原因になった。